# Astragalus bor-bulakensis
Astragalus bor-bulakensis är en ärtväxtart som beskrevs av M.R. Rassulova. Astragalus bor-bulakensis ingår i släktet vedlar, och familjen ärtväxter. Inga underarter finns listade i Catalogue of Life.